# 신테쓰도조역
신테쓰도조역(일본어: 神鉄道場駅, しんてつどうじょうえき)은 일본 효고현 고베시 기타구에 있는 고베 전철 산다 선의 역이다. 역 번호는 KB26이다. 해발 164m이다.
고베 시의 최북단 역이다. 또한, JR에 동명의 도조역이 있지만 본 역과는 약 4km 떨어진 다른 역이다.

## 역사
- 1928년 12월 18일: 고베 아리마 전기철도의 산다 선 개통과 동시에 도조가하라역으로 영업 개시.
- 1947년 1월 9일: 고베 아리마 전기철도와 미키 전기철도가 회사 합병하여 신아리미키 전기철도의 역이 됨.
- 1991년
  - 4월 17일: 교상 역사화.
  - 10월 20일: 신테쓰도조역으로 역명 변경.

## 역 구조
단선 승강장 1면 1선의 교상역이지만, 역 자체가 고지대의 가장자리에 위치하고 있으며, 높은 곳에 있는 서쪽의 주택지나 버스 정류장은 역사로부터 직접 계단을 올라가게 되어 있다. 복선화를 위한 승강장은 장래적으로 섬식 승강장 1면 2선의 구조로 개조할 수 있는 사양으로 되어 있지만 현재 사용되지 않는 하행선 쪽에는 선로가 부설되지 않고 울타리가 되어 있다. 구내와 구외에 1기씩 엘리베이터가 설치되어 있으며 에스컬레이터는 상행용만 있고 구내에 1기 설치되어 있다.
지상역사 시절의 승강장은 현재의 것과 선로를 끼고 반대편에 있어, 유효 길이가 3량 편성분 밖에 없었다.

## 역 주변
주택지 아파트 등은 역 서쪽의 언덕 위에 집중되어 있다.
역 동쪽의 보릿장에 생긴 오목한 곳은 국철 아리마 선의 폐선 자취이다. 전쟁 전에는 본 역 부근에 아리마 선의 신도장 역이 있었고 지금도 본 역 주변에는 아리마 선의 교각 등의 유구가 남아 있다.
또한, 고베 전철의 창시자인 야마와키 옌지의 출신지로, 본 역 옆에 표창비가 건립되어 있다.
- 국도 제176호선
- 고베 시립 기타코베 중학교
- 도조 우체국
- 고베 리서치 파크 가노코다이
- 이온 몰 고베키타・고베 산다 프리미엄 아울렛
- 마쓰바라 성지
- 나가오 버스 스톱(주고쿠 고속도로 버스가 정차한다, 도보 20분 정도.)

## 인접역
| 고베 전철 산다 선                 | 고베 전철 산다 선                                 | 고베 전철 산다 선       |
| --------------------------------- | ------------------------------------------------- | ----------------------- |
| KB25 도조미나미구치 신카이치 방면 | ■ 특쾌속(신카이치 행만 운행) ■ 급행 ■ 준급 ■ 보통 | 요코야마 KB27 산다 방면 |